# Emma Amelia Hall
Emma Amelia Hall, född 1837, död 1884, var en amerikansk klassicist.
Hon räknas som den första kvinnan som fick ansvar för en statlig institution i USA, då hon 1881 utnämndes till direktör för Michigan's Girls Training School i Adrian, Michigan.  